# Rifugio Juac
Il rifugio Juac (in ladino Utia de Juac, in tedesco Schutzhütte Juac o Juac-Hütte) è un rifugio dolomitico che si trova a 1.905 m s.l.m. sull'Alpe di Juac, all'interno del parco naturale Puez-Odle, nel comune di Selva di Val Gardena.

## Caratteristiche e informazioni
Il rifugio offre una camera con 4 posti letto oppure un dormitorio con 16 posti letto, per un totale di 20 posti.

## Accessi
Il rifugio è raggiungibile:
- da Selva di Val Gardena (1.563 m) tramite un comodo sentiero che parte dalla località Daunei, proprio al limitare del parco naturale (circa 0,5 ore);
- da Santa Cristina Valgardena (1.428 m) partendo dal parcheggio Col Raiser e passando per la Baita Sangon (circa 1 ora).

## Traversate
Dal rifugio Juac è possibile raggiungere:
- il rifugio Firenze (2.037 m) in due ore circa;
- il rifugio Stevìa (2.312 m) seguendo il sentiero nº 17, passando per la forcella San Silvestro (2.280 m) in due ore circa.